# Лапид, Йосеф
Йосеф (Томми) Лапид (ивр. יוסף (טומי) לפיד‎), при рождении Томислав Лампел (серб. Томислав Лампел; 27 декабря 1931 — 1 июня 2008) — израильский политик, журналист и телеведущий, депутат Кнессета (1999—2006), председатель партии Шинуй, заместитель премьер-министра и министр юстиции Израиля в правительстве Ариэля Шарона (2003—2004). Был известен своими антиклерикальными взглядами и борьбой за отделение религии от государства.

## Биография
Родился в городе Нови-Сад (Королевство Югославия, автономный край Воеводина). Во время Второй мировой войны его малая родина и Воеводина были оккупированы Венгрией: Томислав был депортирован вместе с семьёй в Будапештское гетто. Его отец в дальнейшем погиб в концлагере, но Томи с матерью удалось выжить: их освободили советские солдаты.
В 1948 году Лапид репатриировался в Израиль и принял участие в Войне за независимость.
В 1951—1955 годах — редактор ежедневной израильской газеты на венгерском языке.
В 1957 году окончил юридический факультет Тель-Авивского университета.
С 1955 — корреспондент газеты «Маарив».
В 1974—1979 — исполнительный директор газеты «Маарив».
В 1979—1983 — генеральный директор израильского управления теле- и радиовещания.
До 1999 года — активный участник популярной телевизионной программы «Пополитика».
Был женат на Шуламит Лапид (известной как автор пьес). У них было трое детей: дочери Михаль, Мерав и сын Яир Лапид — израильский политик, ранее журналист и телеведущий. В 1984 году Михаль погибла в автокатастрофе.

## Политическая деятельность
В конце 1990-х годов Лапид присоединился ко входившей в состав Либерального Интернационала партии «Шинуй» (Перемена) и возглавил партию. Партия «Шинуй» была сторонницей резко антиклерикальных взглядов, выступала за отделение религии от государства и принятие антиклерикальной конституции. Она выступала за капиталистическую экономику и позиционировала себя как „центристскую“ по поводу арабо-израильского конфликта.
На выборах 1999 года «Шинуй» набрала 6 мест в кнессете, но осталась в оппозиции к правительству Эхуда Барака, поскольку не желала находиться в одном правительстве с ультрарелигиозной партией «ШАС». В этом году Лапид впервые стал членом кнессета. Он входил в комиссии по иностранным делам и обороне, а также по конституции, праву и судопроизводству.
В 2003 году «Шинуй» набрала 15 мандатов, став третьей по величине фракцией после партий «Ликуд» и «Авода». Премьер-министр Ариэль Шарон предложил «Шиную» войти в коалицию (партия «ШАС» осталась вне коалиции). Лапид получил посты заместителя премьер-министра и министра юстиции. В дальнейшем Шарон пригласил в коалицию также ультрарелигиозную партию «Яхадут ха-Тора», и между «Шинуем» и «Ликудом» начались разногласия по поводу введения в Израиле гражданской процедуры бракосочетания и финансирования религиозных учреждений и школ. В декабре 2004 года «Шинуй» вышел из коалиции, однако с целью провести одностороннее выселение израильских поселенцев из Газы и не допустить падения правительства, продолжал поддерживать главу правительства на многих парламентских голосованиях.
На праймериз партии «Шинуй», прошедших незадолго до выборов в кнессет 2006 года, в результате внутреннего конфликта второй человек в списке, бывший много лет председателем партии, Авраам Пораз и некоторые другие депутаты решили отделиться от «Шинуя» и образовать новую партию «ХЕЦ». Хотя Лапид занял на праймериз первое место, он ушёл с поста главы партии «Шинуй» и символически присоединился к партии «ХЕЦ» (находился в предвыборном списке на 120 месте).
На выборах 2006 года ни «Шинуй», ни «ХЕЦ» не набрали ни одного депутатского мандата.
В июле 2006 года Лапид был назначен председателем мемориала Яд ва-Шем — центра увековечения памяти мучеников и героев Холокоста. В 2007 году заявил в интервью «Deutsche Welle», что «Яд ва-Шем» располагает документами, согласно которым украинский батальон «Нахтигаль» под командованием Р. И. Шухевича участвовал в карательных операциях против мирного населения Львова. По словам Лапида, подлинность этих документов, полученных из немецких и советских источников, не вызывает ни малейших сомнений:
«У нас имеется целое досье, из которого следует, что Шухевич входил в группу людей, причастных к массовым убийствам…».
30 мая 2008 года Лапид был госпитализирован в тяжёлом состоянии в результате ракового заболевания в тель-авивскую больницу «Ихилов». 1 июня 2008 года он скончался. Похоронен на кладбище Кирьят-Шауль в Тель-Авиве.